# Antonio Núñez Jiménez
Pour les articles homonymes, voir Núñez.
Antonio Núñez Jiménez (né le 20 avril 1923 à Alquízar, à Cuba, et mort le 13 septembre 1998 à La Havane) est un révolutionnaire, anthropologue, géographe et spéléologue cubain.
Il est le beau-frère de Fidel Castro.

## Biographie

### Travail universitaire
Titulaire d'un doctorat de l'Université de La Havane (1950) puis de l'Université Lomonosov de Moscou, Antonio Núñez Jiménez explora plusieurs grottes méconnues de l'île de Cuba, découvrant notamment un tumulus taïno dans la province de Camagüey (1956).
Son nom a été donné à l'Institut supérieur minier métallurgique de Moa (province de Holguin) et à l'École nationale de spéléologie (province de Pinar del Río).

### Engagement politique
À la fin des années 1950, Antonio Núñez Jiménez s'engagea avec les forces rebelles de Fidel Castro et participa à la Révolution cubaine avec le grade de capitaine. Après la chute de Fulgencio Batista, il occupa plusieurs postes importants, dont ceux de directeur de l'Institut national de la réforme agraire, de président de l'Académie des sciences et d'ambassadeur de Cuba au Pérou. Il succéda aussi à Che Guevara à la tête de la Banque nationale de Cuba.

### Spéléologie
En 1940 il fonde la Sociedad Espeleologica de Cuba (SEC) qu'il préside jusqu'à son décès, et organise la spéléologie cubaine. Il organise également la spéléologie en Amérique latine et fonde et préside la Federacion Espeleologica de America Latina y del Caribe (FEALC) de 1983 à 1988. Il organise alors plusieurs congrès internationaux à Cuba (1986 : premier symposium mondial d'art rupestre ; 1990 : 50e anniversaire de la SEC ; 1992 : 2e congrès de la FEALC).

#### Les deux théories d'Antonio Núñez Jiménez
Núñez Jiménez (1990) a construit deux théories de spéléogenèse des systèmes karstiques d'après son étude du système souterrain de Santo Tomás :
La théorie des « galeries en croix » (teoria de las galerias en crucero) et la théorie des « galeries en T »
La théorie des « galeries en croix » concerne l'intersection de galeries qui ont commencé par se développer à des niveaux différents. Núñez Jiménez dit que les continuations des galeries originelles doivent malgré tout être présentes,  même si elles ne sont pas directement visibles, et qu'elles sont probablement cachées par des dépôts secondaires.
D'un autre côté, si deux galeries se développant au même niveau en arrivent à former une intersection, cette dernière se forme selon un plan en « T » plutôt qu'en croix.
Ces deux théories fondamentales, d'une géniale simplicité, ont permis à Núñez Jiménez d'orienter ses recherches et de retrouver un bon nombre des ramifications de galeries maintenant connues grâce à lui.

## Œuvres
Antonio Núñez Jiménez est l'auteur d'une trentaine d'ouvrages, parmi lesquels :
- [1952] La cueva de Bellamar (lire en ligne).
- Geografía de Cuba (1954)
- Petroglifos del Peru (1985)
- El libro de piedra de Toro Muerto (1986)
- El arte rupestre cubano (1986)
- [Núñez & Aldana 1990 (2017)] La Gran Caverna de Santo Tomas (lire en ligne).
- La Gran Caverna de Santo Tomas (1990, 2016)
- Medio siglo explorando Cuba (1990)
- En canoa del Amazonass al Caribe (1992)
- En canoa por el mar de las Antillas (1992)
- The Journey of the Havana Cigar (1995)

## Fondation Antonio Núñez Jiménez
Le nom d'Antonio Núñez Jiménez a aussi été donné à une fondation culturelle et scientifique non-gouvernementale œuvrant pour la protection de l'environnement dans sa relation avec la culture et la société.